# Syndrome d'épuisement professionnel
Vous lisez un « article de qualité » labellisé en 2010.
« Burnout » redirige ici. Pour les autres significations, voir Burnout.
« Burn out » redirige ici. Pour le film, voir Burn Out (film franco-belge).
 Mise en garde médicale
Le syndrome d'épuisement professionnel, également désigné par l'anglicisme burnout [ˈbɝnaʊt] , combine une fatigue profonde, un désinvestissement de l'activité professionnelle, et un sentiment d'échec et d'incompétence dans le travail. Le syndrome d'épuisement professionnel est considéré comme le résultat d'un stress professionnel chronique (par exemple, lié à une surcharge de travail) : l'individu, ne parvenant pas à faire face aux exigences adaptatives de son environnement professionnel, voit son énergie, sa motivation et son estime de soi décliner.
En 1969, Harold B. Bradley est la première personne à désigner, dans son article Community-based treatment for young adult offenders, un stress particulier lié au travail sous le terme de « burnout ». Ce terme est repris en 1974 par le psychanalyste Herbert J. Freudenberger puis par la psychologue Christina Maslach en 1976 dans leurs études des manifestations d’usure professionnelle. 

« En tant que psychanalyste et praticien, je me suis rendu compte que les gens sont parfois victimes d’incendie, tout comme les immeubles. Sous la tension produite par la vie dans notre monde complexe leurs ressources internes en viennent à se consumer comme sous l’action des flammes, ne laissant qu’un vide immense à l’intérieur, même si l’enveloppe externe semble plus ou moins intacte. »

— Herbert J. Freudenberger
Pour ces premiers observateurs, le syndrome d’épuisement professionnel vise principalement les personnes dont l’activité professionnelle implique un engagement relationnel important comme les travailleurs sociaux, les professions médicales, les enseignants.
L’étude de ces catégories professionnelles a conduit ces chercheurs à considérer les confrontations répétées à la douleur ou à l’échec comme des causes déterminantes dans les cas de manifestation de ce syndrome d’épuisement professionnel. Il est, à l’époque des premières observations, conçu comme un syndrome psychologique spécifique aux professions « aidantes ». Cette notion a prévalu quelque temps et a marqué durablement la conceptualisation du phénomène et l’orientation des premiers travaux de recherche. Mais les connaissances accumulées depuis ces premières observations ont conduit à étendre les risques de manifestations d’un syndrome d’épuisement professionnel à l’ensemble des individus au travail, quelle que soit leur activité.

## Identifications

### Herbert Freudenberger et la première description
La littérature spécialisée admet généralement que le psychothérapeute et psychiatre Herbert Freudenberger est l’auteur des premières recherches sur le syndrome d’épuisement professionnel. Dans son article Staff burnout publié en 1974, première tentative de description de l’affection, Herbert Freudenberger désigne en effet par le terme Burn-Out Syndrome (« B.O.S. ») un état d’épuisement dans lequel se trouve le personnel soignant des Free Clinics, très investi professionnellement et émotionnellement avec des patients toxicomanes. Il définit ce burnout comme la perte de motivation d’une personne pour son travail, surtout quand sa forte implication n’a pas produit les résultats escomptés.
Freudenberger dirige dans les années 1970 un hôpital de jour, une free clinic, accueillant des toxicomanes dans le Lower East Side de New York. L’établissement fonctionne principalement grâce à de jeunes bénévoles. Freudenberger commence ses observations après avoir remarqué que nombre de ces bénévoles finissent par perdre toute motivation après environ un an d’activité. Il s’aperçoit que des symptômes physiques caractéristiques accompagnent ce changement, tels que l’épuisement, la fatigue, la persistance de rhumes, les maux de tête, les troubles gastro-intestinaux et les insomnies.
Dans ses travaux, Freudenberger souligne davantage les symptômes comportementaux et brosse le portrait d’individus submergés par leurs émotions. Colère, irritation, incapacité à faire face aux tensions, aux nouvelles situations, mais aussi perte d’énergie sont parmi les premiers signes de ce qu’il nomme « craquage » ou « épuisement émotionnel et mental ». Herbert Freudenberger estime que les attitudes négatives et le recours au cynisme sont également des manifestations faisant partie du tableau clinique. Il relève des stratégies de surenchère, comme passer de plus en plus de temps au travail et déployer une hyperactivité inefficace, mais aussi des stratégies d’évitement, comme la recherche de l’isolement et le refus du contact avec ses collègues.

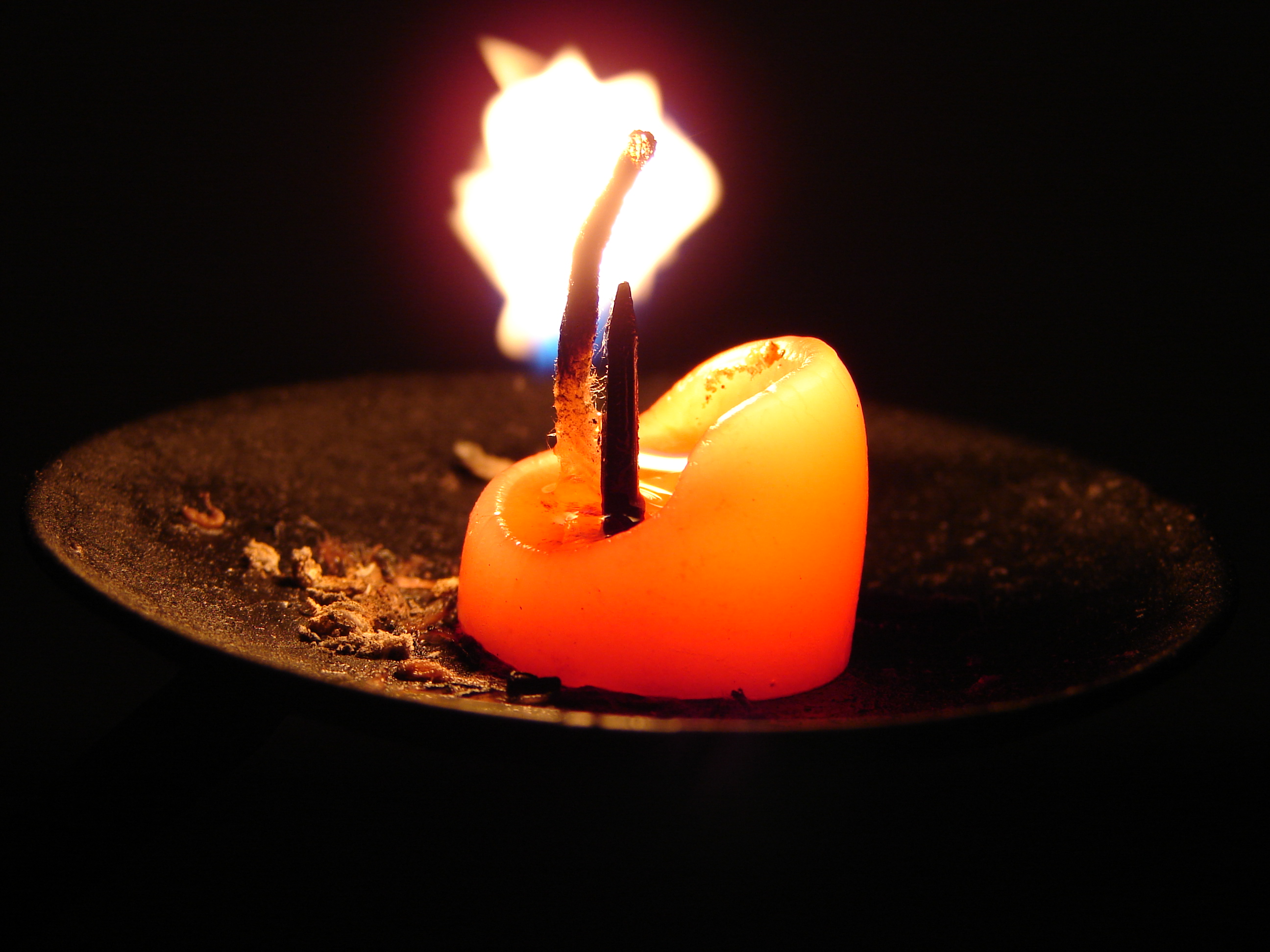
Bougie : le burnout d’une bougie illustre la métaphore de Herbert Freudenberger.

Le terme burnout est utilisé à l’époque pour désigner les effets de la toxicomanie ; il représente pour Freudenberger une métaphore efficace pour désigner l’ensemble des symptômes qu’il observe. Dans la langue anglaise courante, burnout signifie « s’user, s’épuiser, craquer en raison de demandes excessives, d’énergie, de forces ou de ressources ». « Le terme qualifie par exemple, l’état d’une bougie qui, après avoir éclairé de longues heures n’offre plus qu’une flamme désuète [ténue]. »
Du fait de son expérience, Herbert Freudenberger remarque que chez les jeunes bénévoles, l’engagement initial et la certitude de faire un travail significatif suffisent un temps à alimenter la satisfaction et à maintenir les efforts. Cependant, les patients qu’il traite dans sa clinique résistent fréquemment et sont souvent imperméables aux conseils. Dans un tel milieu, l’aide et l’énergie déployées par ces jeunes bénévoles sont souvent vaines. Freudenberger remarque ainsi que « c’est précisément parce que nous nous sommes consacrés à notre tâche que nous tombons dans le piège du craquage ». D’après Freudenberger et Richelson en 1980, le syndrome d’épuisement professionnel se développe quand les individus ont une image idéalisée d’eux-mêmes, se perçoivent dynamiques, charismatiques, particulièrement compétents et finissent par perdre le lien avec leur soi véritable,.
Dans cette conceptualisation du burnout, les facteurs individuels se voient attribuer un rôle important dans le développement du syndrome d’épuisement professionnel, car ce sont des individus engagés et dévoués à une cause qui sont frappés. Dans cette optique, le burnout est perçu comme la « maladie du battant ». En 1980, Freudenberger et Richelson le définissent ainsi :

« Un état de fatigue chronique, de dépression et de frustration apporté par la dévotion à une cause, un mode de vie, ou une relation, qui échoue à produire les récompenses attendues et conduit en fin de compte à diminuer l’implication et l’accomplissement du travail. »

Le rôle précurseur d’Herbert Freudenberger ne doit pas occulter que le concept d'épuisement est posé en France par Claude Veil dès 1959. Même s'il ne le définit pas comme un syndrome, il décrit scientifiquement les états d'épuisement au travail. De même, une psychopathologie consécutive à une situation professionnelle est décrite dans la littérature américaine dès 1936 par le médecin Hans Selye et 1942 par le physiologiste Walter Bradford Cannon : ils définissent la physiopathologie du stress notamment chez les infirmières (« stress des infirmières »). + modèle transactionnel du stress (Lazarus & Folkman, 1984) sur lequel s'est appuyé Maslach pour élaborer sa théorie.

### Christina Maslach et les relations interpersonnelles
Christina Maslach, chercheuse en psychologie sociale, compte parmi ceux qui ont contribué à imposer le concept et à asseoir sa validité. Dans un texte datant de 1993, elle relate comment les recherches qu’elle a menées au cours des années 1970 l’ont conduite, un peu par hasard explique-t-elle, à découvrir elle aussi le syndrome d’épuisement professionnel, alors qu’elle s’intéresse aux stratégies utilisées pour faire face aux états d’activation émotionnelle, en particulier l’inquiétude distante et l’objectivation comme autodéfense,,.
L’« inquiétude distante » renvoie par exemple chez un médecin à l’attitude idéale combinant compassion et détachement émotionnel. Si le médecin est soucieux du bien-être de son patient, il est également attentif à maintenir une objectivité en évitant une trop grande implication. Le concept d’« objectivation comme autodéfense », notion introduite par Philip Zimbardo en 1970, exprime l’idée de se protéger du débordement émotionnel en considérant des « cas » plutôt que des personnes. Face à une maladie grave, à un état particulièrement préoccupant, il est en effet plus facile pour un médecin de soigner s’il oublie l’individu qui souffre et se consacre au « cas » et à ses symptômes.
Armée théoriquement de ces deux concepts, Christina Maslach démarre ensuite un programme de recherches par des entretiens auprès de professionnels du champ médical puis du champ de la santé mentale (psychiatres, infirmier(e)s de secteur psychiatrique, etc.). L’analyse dévoile plusieurs thèmes : d’abord, si les expériences émotionnelles peuvent être gratifiantes (certains patients guérissent, en effet, grâce aux efforts du professionnel), elles sont le plus souvent stressantes (travailler avec des patients difficiles, déplaisants, avoir de mauvaises nouvelles à annoncer, être en conflit avec les collègues font partie des facteurs de stress). Ensuite, les professionnels sont incapables d’atteindre le détachement. Avec le temps, ils adoptent en effet des attitudes négatives envers leurs patients. Enfin, ils interprètent leurs expériences émotionnelles comme des échecs et s’interrogent sur leurs capacités à travailler dans ce secteur, dépréciant ainsi leurs compétences.
Décrivant par hasard les résultats de ses premières analyses à un magistrat, Christina Maslach s’entend dire qu’un phénomène similaire apparaît chez les avocats exerçant auprès de personnes en situation de difficulté sociale. Ces avocats nomment métaphoriquement ce phénomène « burnout ». Le terme, que retient aussi Christina Maslach, est en effet « dans l’air ». Il désigne une manifestation qui reste à étudier à ce moment-là.
Puisque le burnout semble commun aux professionnels de la santé et aux avocats, Christina Maslach émet l’hypothèse que travailler avec d’autres, en particulier dans une relation d’aide, est au cœur du phénomène. À l’inverse d’Herbert Freudenberger qui insiste sur les facteurs personnels, elle situe davantage les causes du burnout dans l’environnement du travail et ses conditions. Elle cherche à valider cette idée en menant des entretiens auprès d’autres groupes professionnels dont l’activité suppose aussi une implication relationnelle. Dans tous les cas des thèmes récurrents émergent de l’analyse : épuisement émotionnel, attitudes distantes, négatives envers les clients ou les patients. À l’évidence, ces manifestations présentent une régularité à travers les différentes professions.
Ces manifestations ne sont pas une réponse produite par quelques individus, mais un problème relativement répandu. Ainsi le terme burnout semble combler un vide en étiquetant un phénomène jusqu’ici sans nom mais pourtant très présent dans le monde du travail. Il a été séparé dès le départ des affections psychologiques inter-psychiques pour être apparenté aux désordres psychosociaux.
C’est dans un texte tout aussi descriptif que celui de Herbert Freudenberger que Christina Maslach relate les résultats de ses premières investigations. Si Freudenberger parle du « dynamisme du burnout », Maslach à plusieurs reprises dans son texte emploie a contrario le terme de « craquage » lié au burnout. Elle observe que ce « craquage » est suivi d’une perte d’efficacité dans les services de santé et d’action sociale, d’un absentéisme et d’un taux de rotation du personnel élevé. Il provoque aussi une détérioration du bien-être physique : « Les professionnels sont épuisés, fréquemment malades et peuvent souffrir d’insomnies, d’ulcères et de maux de tête […] Afin de surmonter ces problèmes physiques, le travailleur peut se tourner vers les tranquillisants, la drogue […] Le burnout est encore associé à des manifestations comme l’alcoolisme, la maladie mentale, les conflits conjugaux ou le suicide ».
Dans le même texte, Christina Maslach insiste particulièrement sur les modalités de mise à distance ou de désengagement, autant de stratégies verbales qui consistent à catégoriser les clients sous des labels abstraits (tels : « mes dossiers »), techniques (comme : « c’est un coronaire »), ou encore stigmatisants (l’appellation « pauvres » par exemple). D’autres stratégies existent par ailleurs : parmi les principales, mise à distance physique et strict respect du règlement sont autant d’attitudes qui permettent de limiter les implications personnelles. Christina Maslach utilise le terme de « dépersonnalisation » pour désigner ces attitudes, bien éloignées de l’inquiétude distante.

### Premières études cliniques

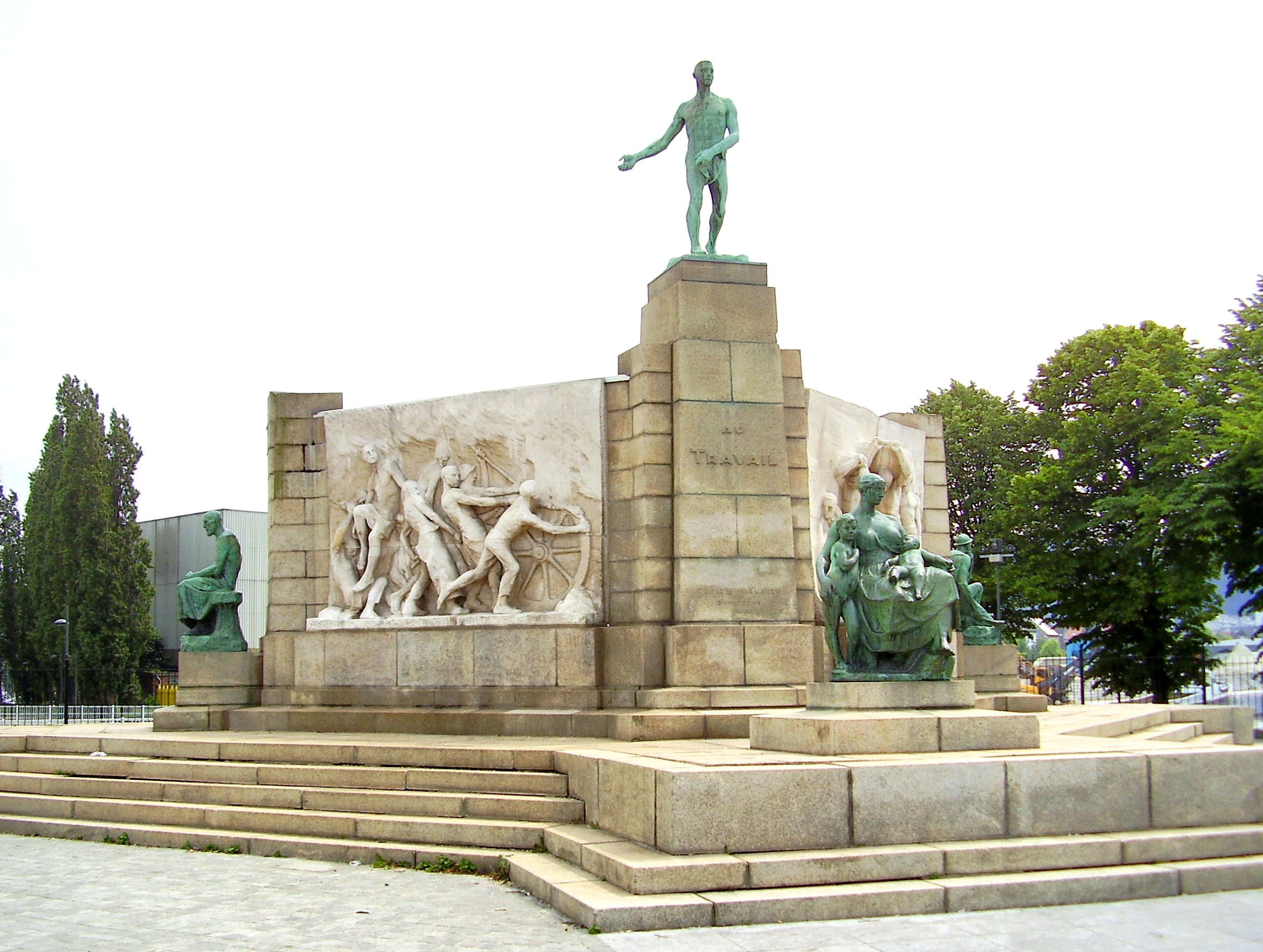
Monument au Travail à Bruxelles.

C’est donc à partir d’observations, d’entretiens, voire d’analyses d’expériences personnelles (Herbert Freudenberger a en effet lui-même été atteint de burnout) que les recherches ont commencé à s’organiser.
Les années 1975 à 1980 ont vu paraître quantité d’articles dans des revues professionnelles. Ces publications étaient traversées par des préoccupations plus pragmatiques qu’académiques. Le plus souvent la nature stressante d’une activité était décrite, quelques études de cas cliniques illustraient le propos et les auteurs avançaient diverses recommandations. Les similitudes entre ces différents écrits sont :
- certaines professions sont plus « à risque » que d’autres, notamment celles :
  - à fortes sollicitations mentales, émotionnelles et affectives,
  - à forte responsabilité notamment vis-à-vis d’autres personnes,
  - où l’on cherche à atteindre des objectifs difficiles, voire impossibles,
  - où il existe un fort déséquilibre entre les tâches à accomplir et les moyens mis en œuvre,
  - où il existe une ambiguïté ou un conflit de rôles ;
- certaines personnes sont plus « à risque » que d’autres :
  - personnes ayant des idéaux de performance et de réussite,
  - personnes liant l’estime de soi[32] à leurs performances professionnelles,
  - personnes sans autre centre d’intérêt que leur travail,
  - personnes se réfugiant dans leur travail et fuyant les autres aspects de leur vie ;
- les différents symptômes rencontrés dans le burnout sont :
  - les douleurs généralisées,
  - le manque d’attention,
  - l’insomnie,
  - l’irritabilité,
  - l’impatience,
  - l’épuisement physique et psychologique,
  - le manque de motivation pour se lever et aller travailler.

Cependant Christina Maslach et Wilmar Schautfeli notent que ces premiers écrits se caractérisent par les points suivants :
- d’un auteur à l’autre, la signification du terme burnout n’est pas nécessairement la même ;
- le terme inclut tout un ensemble de « crises » que peut connaître un individu, au risque de tout englober et ne plus rien désigner ;
- ces premiers écrits ne reposent pas sur des données empiriques, mais sur des études de cas isolés. Ils s’intéressent en particulier aux symptômes que développent les individus atteints de burnout.

Les psychologues Baron Perlman et Alan Hartman montrent à quel point la première phase de cette recherche scientifique est marquée par une dispersion des conceptions. Ils recensent dans les articles publiés entre 1974 et 1980 quarante-huit définitions différentes. Parmi celles-ci, on trouve des idées aussi disparates que :
- échouer, s’épuiser ;
- perte de créativité ;
- perte d’implication au travail ;
- dureté des collègues, du travail et de l’institution ;
- réponse au stress chronique lié au fait de réussir, « d’aller loin » ;
- syndrome d’attitudes inappropriées envers les clients et envers soi-même.

Ils avancent toutefois une synthèse de toutes ces définitions :

« Le burnout est une réponse au stress émotionnel chronique avec trois dimensions :
1. l’épuisement émotionnel ou physique,
2. la diminution de la productivité,
3. la surdépersonnalisation. »

On comprend que ce syndrome ait d’abord alerté les praticiens, puisqu’ils courent le risque de le rencontrer chez leurs collègues ou d’être eux-mêmes confrontés à ces manifestations au cours de leurs activités, mais ils étaient peu entraînés à concevoir des recherches systématiques ainsi que plus préoccupés à élaborer des interventions que des théories. Autrement dit, leur intérêt porte sur « la façon de résoudre le problème, plutôt que sur les moyens de le conceptualiser ».
Inversement, les chercheurs se sont d’abord détournés du problème, estimant qu’avec la notion de burnout, ils ont affaire à « quelque chose » de pseudo-scientifique.

« Le premier livre de Christina Maslach et Susan Jackson consacré au développement d’une échelle de mesure du burnout et à ses propriétés psychométriques a été retourné par une première maison d’édition avec un mot stipulant : « nous ne publions pas de psychologie populaire ». Depuis, cet instrument de mesure est reconnu internationalement et utilisé dans des recherches publiées dans les revues scientifiques les plus prestigieuses »

### Syndrome tridimensionnel

Schéma 1 :
Processus du syndrome d’épuisement professionnel d’après le modèle tridimensionnel de Christina Maslach et Susan Jackson.

C’est au début des années 1980 que les premières recherches empiriques systématiques ont été publiées. La notion de burnout fut alors plus clairement définie et conceptualisée. Christina Maslach, à partir de ses recherches basées sur des entretiens, utilise dans un premier temps une définition provisoire selon laquelle le syndrome recouvre deux dimensions. La première, l’épuisement émotionnel, correspond à l’assèchement des ressources et à la perte de motivation. La seconde, la dépersonnalisation, renvoie aux attitudes distantes et négatives envers les clients, patients et autres relations des professionnels étudiés par Christina Maslach.
Même si ses recherches révèlent des pistes prometteuses, elles reposent encore trop sur un nombre limité de cas individuels. Christina Maslach souhaite entreprendre des investigations plus systématiques, avec méthode et rigueur. Elle veut aussi s’adresser à des échantillons plus larges, à des fins comparatives, et tenir compte des contextes situationnels. À ce stade, « la question clé était le développement d’une définition plus précise du burnout et la construction d’une mesure standardisée » explique-t-elle. Elle a donc mené (avec Kathy Kelly, Ayala Pines et Susan Jackson) des enquêtes par questionnaire et conduit un programme de recherches psychométriques pour aboutir à une définition plus opérationnelle et à une échelle de mesure valide.
Au cours de ses recherches préliminaires par entretiens, Christina Maslach a recueilli un vaste registre d’émotions et d’attitudes exprimant l’usure ressentie, jalonnant ce phénomène qu’elle ambitionne de mieux cerner. Elle regroupe l’ensemble de ces expressions sur une échelle composée de quarante-sept items. Cette échelle, représentant l’étendue des expériences associées au phénomène d’épuisement professionnel, a été administrée à un échantillon de six cent cinq personnes réparties dans plusieurs corps professionnels. Les analyses statistiques confirment bien la présence des deux dimensions déjà mises à jour, épuisement émotionnel et dépersonnalisation, même si, en fait, quatre dimensions présentent des poids factoriels suffisants pour être retenues. Ces analyses sont réparties sur vingt-cinq items. Soumis à un nouvel échantillon de quatre cent vingt personnes, ces derniers donnent toujours les quatre mêmes dimensions correspondant aux significations suivantes : épuisement émotionnel, dépersonnalisation, sentiments de réduction de l’accomplissement personnel et implication. Le dernier facteur, l’implication, ne sera retenu que provisoirement. Christina Maslach et Susan Jackson définissent ensuite le burnout comme « un syndrome d’épuisement émotionnel, de dépersonnalisation et de réduction de l’accomplissement personnel qui apparaît chez les individus impliqués professionnellement auprès d’autrui ».
L’épuisement émotionnel renvoie au manque d’énergie, au sentiment que les ressources émotionnelles sont épuisées. La personne est « vidée nerveusement » et a perdu tout son entrain ; elle n’est plus motivée par son travail qui devient dès lors une corvée. Elle ne réalise plus les tâches qu’elle effectuait auparavant et en ressent frustrations et tensions. L’épuisement émotionnel est souvent lié au stress et à la dépression. Autant les conceptions théoriques que les résultats empiriques actuels lui donnent un rôle central dans le processus d’épuisement professionnel.
La dépersonnalisation représente la dimension interpersonnelle du syndrome d’épuisement professionnel. Elle renvoie au développement d’attitudes impersonnelles, détachées, négatives, cyniques, envers les personnes dont on s’occupe. L’individu ne se sent plus concerné par son travail et dresse une barrière qui l’isole de ses clients et de ses collègues. Parler de « l’appendicite de la chambre 22 » est un exemple de ces attitudes. La dépersonnalisation peut prendre des formes plus dures et s’exprimer à travers des attitudes et des comportements de rejet, de stigmatisation, de maltraitance. Il s’agit d’une stratégie mal adaptée, destinée à faire face à l’épuisement des ressources internes en mettant à distance les bénéficiaires de l’aide, ou en rendant leurs demandes illégitimes.
Cette attitude permet de s’adapter à l’effondrement de l’énergie et de la motivation. Les clients, les usagers, les patients, les élèves étant perçus sur un mode négatif, leurs demandes, leurs besoins apparaissent moins pressants, moins urgents à résoudre. Le terme de « dépersonnalisation » peut prêter à confusion vu qu’il désigne aussi l’état psychique où domine l’impression d’être étranger à soi-même. Le terme de « déshumanisation » aurait pu être choisi, mais sa connotation est évidemment trop extrême pour qu’il soit retenu.
Le manque ou la réduction de l’accomplissement personnel concerne à la fois la dévalorisation de son travail et de ses compétences, la croyance que les objectifs ne sont pas atteints, la diminution de l’estime de soi et du sentiment d’auto-efficacité. La personne ne s’attribue aucune capacité à faire avancer les choses, convaincue de son inaptitude à répondre efficacement aux attentes de son entourage. L’accomplissement personnel représente la dimension auto-évaluative du syndrome d’épuisement professionnel.
Quelques auteurs mis à part, un consensus se dégage dans les années 2000 pour affirmer que le syndrome d’épuisement professionnel démarre avec l’épuisement émotionnel. Celui-ci entraîne par la suite la dépersonnalisation.  L’épuisement émotionnel réduit l’accomplissement personnel soit directement, soit à travers la dépersonnalisation. On considère que l’épuisement émotionnel représente l’élément affectif du syndrome d’épuisement professionnel tandis que les deux autres dimensions, la dépersonnalisation et la réduction de l’accomplissement personnel constituent les éléments attitudinaux ou cognitifs.

### Maslach Burnout Inventory'scomme outil de mesure

Exemple d’échelle de mesure du Maslach Burnout Inventory’s :
d’après les écrits de la professeure Christina Maslach.

Ces trois facteurs et les items qui les composent ont été utilisés pour constituer la mesure du syndrome d’épuisement professionnel. Cette mesure formée de trois sous-échelles est aujourd’hui largement validée. Il s’agit du Maslach Burnout Inventory’s (acronyme : « MBI »). Les premières études sur le MBI ont été publiées en 1996 par Susan Jackson, Michael Leiter et Christina Maslach. Simple d’utilisation, cet inventaire a permis de mesurer le syndrome d’épuisement professionnel auprès de groupes importants et d’en étudier systématiquement les causes. « Adapté en plusieurs langues, il est de loin l’instrument le plus employé pour mesurer le syndrome d’épuisement professionnel. » Les québécois Dion et Tessier ont validé la version française de l'outil en 1994
Le MBI est constitué de vingt-deux items : neuf pour l’épuisement émotionnel, cinq pour la dépersonnalisation et huit pour l’accomplissement personnel. Chaque item représente une facette de l’évaluation que le sujet peut faire de son travail. La personne interrogée indique la fréquence selon laquelle elle éprouve le sentiment en question. L’épuisement, la dépersonnalisation et la réduction de l’accomplissement personnel sont mesurés séparément. Autrement dit, l’individu n’a pas un score global de burnout, mais un score pour chacune des trois dimensions. Le terme burnout continue de désigner globalement ces trois dimensions qui pourtant sont distinctes, même si elles sont liées au sein d’un seul construct théorique qui les subsume : « Les recherches qui ont étudié la validité du MBI ont confirmé qu’une structure à trois dimensions correspondait mieux aux données qu’une structure à deux ou à une seule dimension ».

### Copenhagen Burnout Inventory (CBI) (Kristensen et al., 2005)
Il s'agit là encore d'un inventaire auto-administré, c’est-à-dire rempli par le répondant lui-même.
Il explore lui aussi trois dimensions :
- le burnout personnel est «le degré de fatigue et d’épuisement physiques et psychologiques ressenti par le sujet ». Les questions ont volontairement été rédigées pour que tout être humain puisse y répondre ;
- le burnout lié au travail désigne « le degré de fatigue et d’épuisement physiques et psychologiques perçus par le sujet comme étant lié à son travail » (le travail supposant ici une rétribution, de quelque nature qu’elle soit) ;
- le burnout lié à l’usager désigne «le degré de fatigue et d’épuisement physiques et psychologiques perçus par le sujet comme étant lié à son travail avec les usagers ». Le terme original « client », que nous traduisons par « usager » englobe les personnes en faveur desquelles le travail est réalisé (patients, détenus, enfants, résidents, étudiants, élèves, etc.), et non aux clients commerciaux et aux collègues.

Influencé par la psychologie de la santé, le CBI replace donc la fatigue et l’épuisement au cœur du concept de burnout. Surtout, il fait la part belle aux processus d’attribution causale, grâce auxquels le sujet essaie d’expliquer, de comprendre et de juger un phénomène ― c’est-à-dire de donner un sens à ses symptômes psychologiques et somatiques. La médiatisation du burnout contribue à l’auto-entretien du phénomène car «plus les professionnels des services à la personne ont connaissance des résultats de la recherche sur le burnout, plus ils ont tendance à considérer le burnout comme conséquence peut-être inéluctable de leur propre travail » (Kristensen et al., 2005).
Le CBI a montré de solides qualités psychométriques, à la fois analytiques et prédictives. L’autonomie de chacune de ses trois sous-échelles permet notamment des approches discriminantes assez fines, par exemple en fonction de la profession étudiée.

## Définitions
Parallèlement au travail de Christina Maslach d’autres définitions ou conceptions sont apparues à la même époque et ont marqué les recherches. Parmi celles-ci, se trouvent les modèles de Cary Cherniss et de Ayala Pines.

### Vision transactionnelle de Cary Cherniss
Cary Cherniss propose une vision transactionnelle du syndrome d’épuisement professionnel. Pour les approches transactionnelles, le stress et le burnout sont le produit d’une relation humaine où l’individu et l’environnement ne sont pas des entités séparées, mais les composants d’un processus dans lequel ils s’influencent mutuellement et continuellement.
Le modèle de Cary Cherniss repose sur l’analyse qualitative d’entretiens approfondis menés à plusieurs reprises entre 1974 et 1976 auprès de vingt-sept professionnels dans leur première année d’exercice : avocats, enseignants, infirmières de santé publique, professionnels de santé mentale. Cary Cherniss observe une profonde désillusion chez ces débutants. D’après lui, le syndrome d’épuisement professionnel provient d’un déséquilibre entre les ressources de l’individu, qu’elles soient personnelles, ou organisationnelles et les exigences du travail.
Ce déséquilibre résulte des écarts entre attentes initiales et réalité de terrain. Le comportement des clients difficiles, peu coopérants voire agressifs, tranche avec une vision souvent idéalisée de la relation humaine d’aide ou de l’enseignement. Les règlements et les procédures à suivre, les tâches administratives également, limitent l’autonomie d’action espérée dans ces professions. Un travail souvent routinier contraste avec les envies de tâches variées, de stimulations, d’accomplissement. Le manque de coopération entre collègues, voire les conflits interpersonnels, s’ajoutent à ces écarts entre attentes et réalité.
Face à un environnement de travail décevant, la motivation initiale s’étiole et fait place à des attitudes de retrait. Dans ce modèle, les sources de stress se situent à la fois au niveau du travail (clients difficiles, conflits entre collègues, etc.) et au niveau de l’individu même si les premières ont une place plus importante. Autrement dit, comme chez Herbert Freudenberger qui voit dans le burnout la « maladie du battant », les caractéristiques individuelles ont leur part explicative dans l’émergence du phénomène. Certains individus ont des attentes, des orientations de carrière qui constituent une charge de travail supplémentaire et les rendent plus sensibles au syndrome d’épuisement professionnel. Pour Cheniss, les différences individuelles concernent également les stratégies développées pour faire face aux stresseurs. Certains adoptent des modalités actives pour résoudre les problèmes. D’autres adoptent des attitudes et des comportements négatifs. Dès lors, au fil du temps, le syndrome d’épuisement professionnel s’installe.
Il y a trois étapes dans cette transaction entre l’individu et son environnement. La première, le stress perçu, provient du déséquilibre entre les exigences du travail et les ressources de l’individu. Ceci conduit à la deuxième étape, la tension (strain). Il s’agit d’une réponse émotionnelle à ce déséquilibre, réponse constituée de fatigue physique, d’épuisement émotionnel, de tension et d’anxiété.
Enfin, ce sont les changements attitudinaux et comportementaux qui marquent la troisième étape. On note en particulier une réduction des buts initiaux et de l’idéalisme, le développement d’attitudes cyniques, détachées, mécaniques, ou encore une grande complaisance pour ses propres besoins. Cary Cherniss considère qu’il s’agit d’un « coping »,, défensif.
Ces modifications des attitudes et des comportements représentent une « fuite » psychologique qui s’installe quand le professionnel ne peut plus soulager son stress en affrontant directement le problème. Pour Cary Cherniss, le burnout est « un processus dans lequel un professionnel précédemment engagé se désengage de son travail en réponse au stress et à la tension ressentis ».
Des limites évidentes restreignent la portée du modèle de Cary Cherniss. Il se fonde sur un petit nombre d’entretiens et sa rationalité est spécifique aux professionnels débutants. Or les spécialistes savent que le syndrome d’épuisement professionnel apparaît tout au long d’une vie de travail et qu’il en existe une forme plus tardive causé par d’autres facteurs. Toutefois, ce modèle, qui explique une des formes possibles du burnout, a été validé empiriquement, notamment par Burke en 2004.

### Approche motivationnelle d'Ayala Pines

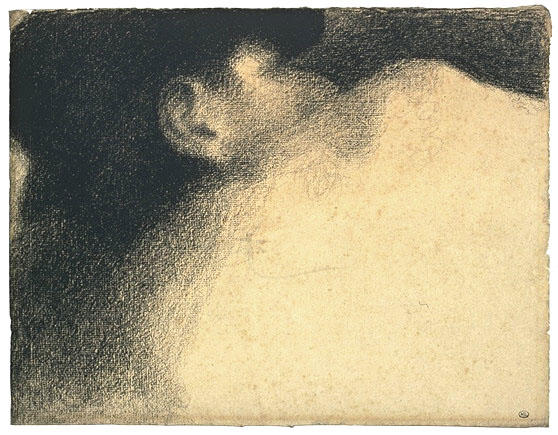
Le Dormeur de Georges Seurat, 1883.

C’est une approche motivationnelle que propose Ayala Pines. D’après elle, le travail représente pour nombre d’individus une quête existentielle. Si cette quête échoue, le burnout survient. Dans des études qu’elle a menées entre 1988 et 2002, Ayala Pines appuie son argumentation sur le fait suivant : les définitions du burnout les plus souvent citées en font un état de fatigue et d’épuisement émotionnel qui représente l’état final d’un processus graduel de désillusion après un état initial de motivation et d’implication élevées. Elle explique ainsi que « Pour être « consumé », il faut d’abord avoir été enflammé. La surcharge de travail, les contraintes administratives, la résistance des clients, n’engendrent pas du syndrome d’épuisement professionnel simplement parce qu’ils entravent l’utilisation des compétences, mais pour une raison plus profonde : l’impossibilité d’utiliser ses compétences prive l’individu de la signification qu’il recherche dans son travail ».
C’est parce que les professionnels ne peuvent avoir l’impact souhaité qu’ils deviennent victimes d’épuisement professionnel. Plus ils s’impliquent au départ, plus la probabilité d’être atteint par le syndrome est forte si les conditions de travail sont défavorables. En fait, le modèle proposé par Ayala Pines s’apparente à un ensemble de modèles d’étude psychologique du stress et du burnout pour lesquels les tensions de l’individu proviennent de l’écart entre l’attente ou la motivation individuelles et la réalité. Mais elle situe dans ce dernier, a contrario des autres modèles, les attentes individuelles à un niveau particulier, celui de la quête existentielle.
Ces attentes et motivations peuvent être universelles, partagées par la plupart de ceux qui entrent dans la vie professionnelle : avoir une influence significative, être apprécié. Elles peuvent aussi être spécifiques à une profession. Ayala Pines insiste sur le fait que, « si chaque profession attire des vocations particulières, les professions "aidantes" répondent toutes à une aspiration commune : faire pour et avec les autres ». Les motivations peuvent être aussi personnelles, c’est-à-dire inspirées par une image romantique, une figure charismatique qui a servi de modèle identificatoire, etc. Qu’elles soient universelles, liées à une profession ou davantage personnelles, elles ne se réalisent que dans un environnement de travail propice.
Bénéficier d’autonomie et de soutien social, avoir des activités diversifiées, participer aux prises de décision, sont des variables organisationnelles qui favorisent ces motivations. Leur réalisation renforce les visées initiales selon une boucle positive, ou « cercle vertueux » de l’implication. Mais si l’individu doit se confronter à un environnement défavorable, avec par exemple une surcharge de travail quantitative et qualitative, des pressions bureaucratiques, des exigences contradictoires, il ne peut réaliser ses objectifs initiaux et tombera dans une boucle négative. Pourtant, ce n’est pas l’échec en tant que tel qui provoque le syndrome d’épuisement professionnel, c’est plutôt la perception que quels que soient les efforts, le sujet ne peut prétendre avoir un impact significatif. Bien sûr, Ayala Pines le fait remarquer, « un environnement de travail n’est jamais totalement positif ou négatif mais consiste en un mélange complexe ».
En fait, ce modèle n’a pas été testé en tant que tel. Il a été pensé par Ayala Pines pour interpréter les résultats de ses recherches et observations menées au cours d’ateliers ou de formations sur le burnout. Ayala Pines ne limite pas le syndrome d’épuisement professionnel aux professions « aidantes », ni même d’ailleurs aux situations de travail. Elle l’a également recherché dans les relations de couple, de 1993 à 1994 ou au cours de conflits politiques, de 1995 à 1996.

### Différentes définitions du syndrome d'épuisement professionnel
Il existe une multitude de définitions du syndrome d’épuisement professionnel parmi lesquelles sont répertoriées ci-dessous les principales (cette liste n’est donc pas exhaustive) :
- « Un état de fatigue et de frustration, de dépression, provoqué par la dévotion à une cause, un mode de vie, ou une relation humaine et qui échoue à produire les résultats espérés[75] ».
- « Un processus dans lequel un professionnel précédemment engagé se désengage de son travail en réponse au stress et aux tensions ressenties[76] ».
- « Le burnout est caractérisé par un épuisement physique, par des sentiments d’impuissance et de désespoir, par un assèchement émotionnel et par le développement du concept de soi négatif, et d’attitudes négatives envers le travail, la vie et les autres personnes[77] ».
- « Le burnout est un syndrome d’épuisement émotionnel, de dépersonnalisation et de réduction de l’accomplissement personnel qui apparaît chez les individus impliqués professionnellement auprès d’autrui[46] ».
- « Le burnout est une réponse au stress émotionnel chronique avec trois dimensions :
  - L’épuisement émotionnel ou physique
  - La diminution de la productivité
  - la surdépersonnalisation[78] ».
- « Une perte progressive d’idéalisme, d’énergie et de buts, ressentie par les individus dans les professions d’aide à cause de leur travail[79] ».
- « Un état d’épuisement résultant de l’implication avec des personnes dans des situations exigeantes émotionnellement[80] ».
- « Pour moi, le burnout provient d’inadaptations continues, rarement reconnaissables, et pour la plupart déniées entre les caractéristiques de l’individu et celles de l’environnement. Ces inadaptations sont la source d’un processus d’érosion psychologique lent et caché. À la différence des autres phénomènes stressants, les mini-stresseurs liés aux inadaptations ne causent pas d’alarme et sont rarement sujets à des efforts de coping. Ainsi le processus d’érosion peut continuer longtemps sans être détecté[81] ».
- « Un état d’épuisement physique, émotionnel et mental causé par l’implication à long terme dans des situations qui sont exigeantes émotionnellement[82] ».
- « Le burnout relève d'une combinaison de fatigue physique, d’épuisement émotionnel et de lassitude cognitive[83] ».
- « Le burnout apparaît quand la réalisation d’un rôle actif, participant à la définition de soi, est menacée ou interrompue et qu’aucun rôle alternatif n’est sous la main[84] ».
- « Le burnout est une réaction affective au stress permanent et dont le noyau central est la diminution graduelle, avec le temps, des ressources énergétiques individuelles, qui comprennent l’expression de l’épuisement émotionnel, de la fatigue physique et de la lassitude cognitive[85] ». En France, à la suite d'un groupe de projet dédié, la H.A.S., Haute Autorité de Santé, publie en mars 2027 une proposition de définition officielle du syndrome d'épuisement professionnel, accompagné d'un repérage, d'une prise en charge et d'un accompagnement des patients.

### Mélange d'état et processus

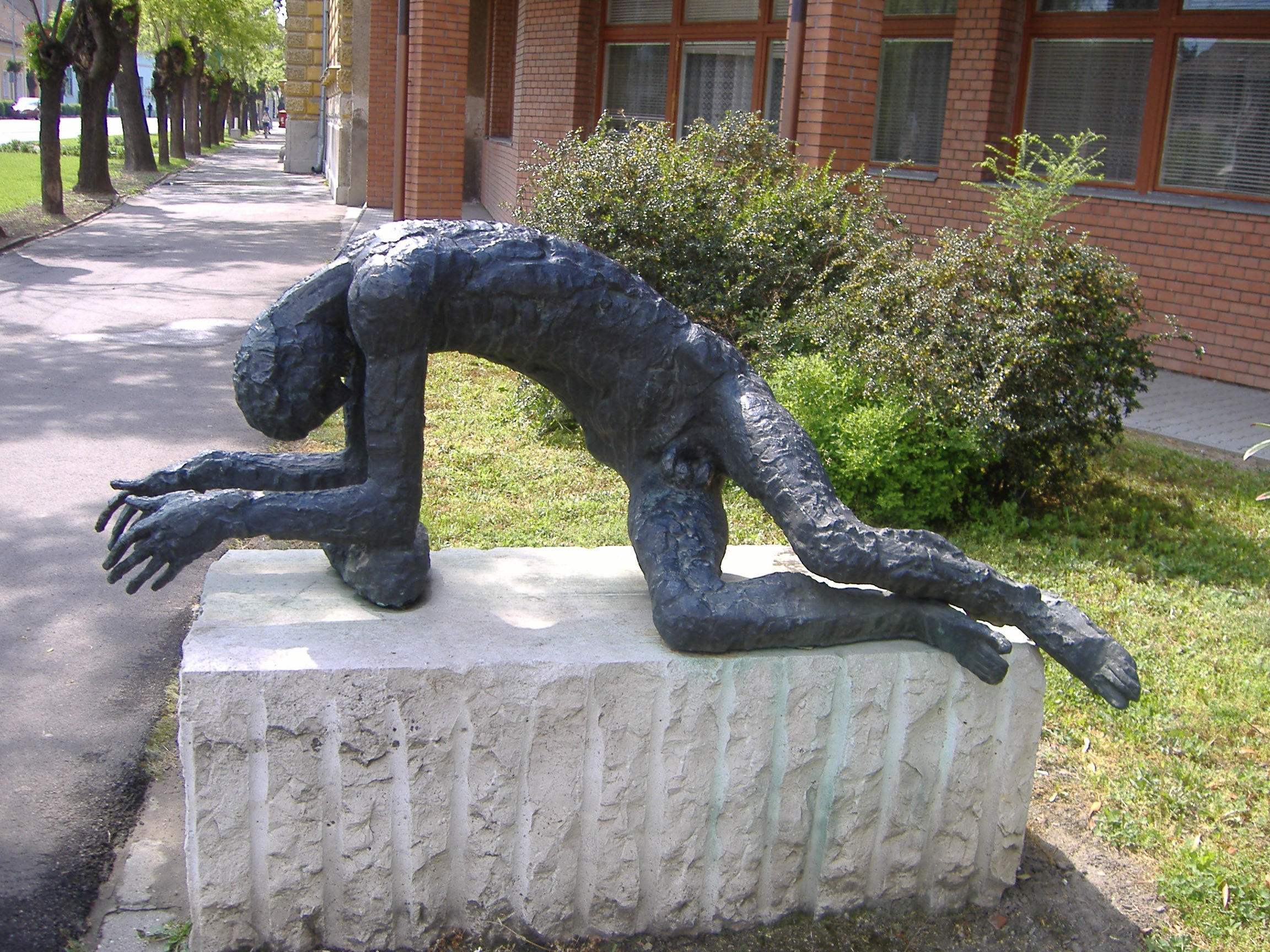
Statue de L’Homme fatigué par József Somogyi, en Hongrie.

« Les définitions du burnout se complètent plus qu’elles ne s’opposent. On peut les regrouper selon qu’elles envisagent le burnout comme un état, celui de la personne atteinte, ou comme un processus, celui conduisant à l’état en question » selon Susan Jackson, dans son ouvrage La Gestion des ressources humaines. En fait, les premières décrivent l’aboutissement du processus qu’envisagent les secondes.

#### État
La définition de Christina Maslach et Susan Jackson est la plus connue des définitions en termes d’état. Pour Wilmar Schaufeli et Dirk Enzmann, ces définitions varient en fonction de leurs étendues, de leurs précisions et de leurs dimensions. Cependant, elles partagent trois caractéristiques essentielles :
1. les éléments dysphoriques dominent, en particulier l’épuisement émotionnel et mental. Les individus manifestent des attitudes négatives envers autrui, leur efficacité et leurs performances diminuent ;
2. au niveau de l’étiologie les attentes inappropriées et les exigences émotionnelles jouent un rôle majeur ;
3. le burnout est causé par le travail et frappe des individus « normaux », sans passé psychopathologique.

Toutefois, ce dernier point est remis en question par le fait que les individus en burnout présentent plus fréquemment un passé dépressif que les individus sans burnout.
Il faut par ailleurs noter que des travaux ont révélé un chevauchement massif entre symptômes du burnout et symptômes de la dépression, suggérant que l'état de burnout pourrait être indistinct de la dépression au plan nosologique,,. La seule étude à ce jour à avoir directement comparé les symptômes d'individus en burnout aux symptômes de patients dépressifs suggère que les tableaux cliniques du burnout et de la dépression sont similaires.

#### Processus
Les définitions de Cary Cherniss ou de Yeor Etzion conçoivent clairement le syndrome d’épuisement professionnel comme un processus. Pour Wilmar Schaufeli et Dirk Enzmann, les définitions en termes de processus affirment que :
- le burnout débute avec des tensions qui résultent de l’écart entre les attentes, les intentions, les efforts, les idéaux de l’individu et les exigences de la réalité quotidienne ;
- les stress qui résultent d’un tel déséquilibre se développent graduellement. Ils peuvent être ressentis consciemment par l’individu ou rester ignorés pendant une longue période ;
- la manière avec laquelle l’individu fait face à ces stress est cruciale pour le développement du syndrome d’épuisement professionnel.

### Élargissement du domaine et de la forme

#### Différents domaines
Si la définition de Christina Maslach et Susan Jackson a été largement retenue, c’est entre autres parce qu’elle est doublée d’un des seuls outils de mesure validés et de maniement facile, la définition et l’outil ayant en effet été construits parallèlement. Utiliser le Maslach Burnout Inventory’s suppose évidemment d’accepter la définition correspondante. Celle-ci limite le syndrome d’épuisement professionnel à des professions particulières. Or, en fait, les recherches ont progressivement mis à jour les facteurs organisationnels qui agissent sur chacune des dimensions de ce syndrome. Ces facteurs — manque de participation aux prises de décision, surcharge du travail, traitement inéquitable entre autres — ne sont pas spécifiques aux institutions sociales ou médico-sociales. Il semble bien que le syndrome d’épuisement professionnel puisse frapper l’ensemble des champs professionnels. Par ailleurs, s’il atteint ceux qui s’engagent et entrent dans leur profession avec des attentes élevées, il semble alors inutile de le restreindre à certaines catégories.
Bien des professions en dehors du secteur social, médico-social ou de l’éducation, et plus généralement en dehors des relations de services, supposent aussi un engagement important. Wilmar Schaufeli décrit cela de la manière suivante : « le syndrome d’épuisement professionnel est présent dans toute occupation dans laquelle les individus sont psychologiquement engagés dans leur travail. Les emplois psychologiquement engageants épuisent les ressources cognitives, émotionnelles et physiques ».
Mais la définition et la mesure de Christina Maslach et Susan Jackson, doivent être modifiées pour englober toutes les professions. Voilà pourquoi le burnout a été reconceptualisé. Il est conçu comme une crise de relation avec son travail et non des relations au travail. Depuis 2007, le Maslach Burnout Inventory a été complété et adapté avec les recherches de Michael Leiter et Christina Maslach pour s’adresser à l’ensemble des individus au travail.
Huit des vingt-deux items de la forme initiale du Maslach Burnout Inventory’s font explicitement référence aux relations avec les clients et les usagers et quatre autres aux relations en général. Par exemple : « J’ai l’impression de ne pas me soucier vraiment de ce qui peut arriver à certains de mes clients. » Ce genre d’item est inadapté pour évaluer le syndrome d’épuisement professionnel d’un opérateur de saisie ou d’un militaire. Au niveau de la définition, la première dimension, l’épuisement émotionnel n’a pas subi de modification, mais les items ont été en partie remaniés.
La deuxième dimension, la dépersonnalisation qui concerne les attitudes développées à l’égard des clients, patients ou étudiants, exclut bien des activités professionnelles. Elle a été remplacée, dans la forme générale par le cynisme, une des attitudes qui sous-tend la dépersonnalisation. Les items concernent le travail en général. Quant à la troisième dimension, l’accomplissement personnel, elle a été renommée en efficacité professionnelle. « Elle inclut les évaluations personnelles d’auto-efficacité, le manque d’accomplissement, le manque de productivité et l’incompétence ».
L'idée selon laquelle le burnout serait un trouble « spécifique du travail » a elle-même été remise en question. Il a été conclu que cette idée était sans fondement logique ou empirique, et qu'il n'y avait aucune raison de supposer qu'épuisement, cynisme, et sentiment d'inefficacité ne puissent être rencontrés dans d'autres sphères que celle du travail (e.g., burnout parental, conjugal, familial, général). Ainsi, la limitation de l'investigation du burnout à l'univers professionnel procède d'un choix arbitraire, non d'une nécessité phénoménologique,.

#### Différentes formes et évolution

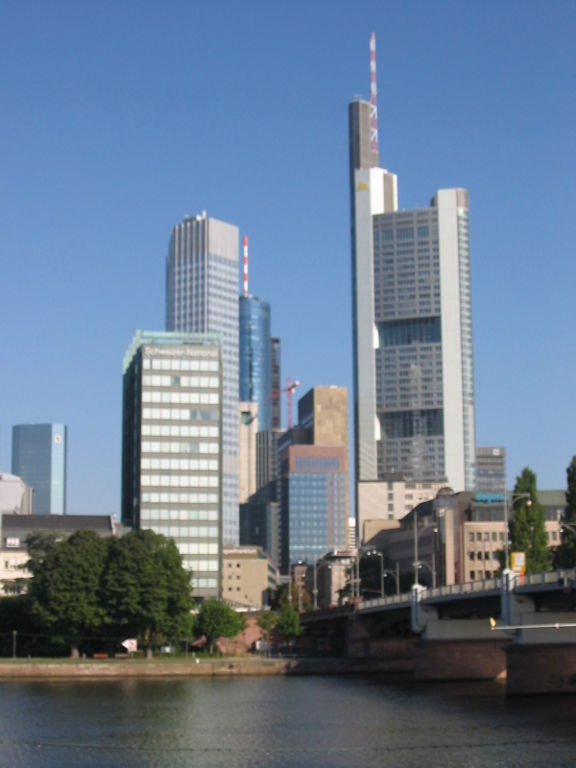
Le centre d’affaires à Francfort, en Allemagne.

Avec Herbert J. Freudenberger, le syndrome d’épuisement professionnel a été observé dans un contexte où le travail représentait pour de nombreux jeunes professionnels un engagement qui s’accorde avec la défense de causes collectives. Ce sont de jeunes idéalistes qu’il nous décrit en 1974. Pour lui, le syndrome d’épuisement professionnel provient de l’écart entre un idéal de changement et la réalité de l’environnement de travail. Dans le domaine de l’aide sociale par exemple, les professionnels arrivent sur le terrain avec des images souvent idéalisées à la fois de leurs futures activités et des relations qu’ils entretiennent avec leurs clients ou leurs patients. Ainsi, on observe rapidement chez eux un niveau particulièrement élevé de burnout.
Il s’agit ici d’une des origines possibles du syndrome d’épuisement professionnel. Les spécialistes s’accordent aujourd’hui sur le fait qu’il prend sa source dans l’environnement de travail et qu’il est le résultat d’une interaction entre des stresseurs interindividuels ou organisationnels et des facteurs individuels également. La nature du syndrome d’épuisement professionnel peut changer si la nature des pressions qui s’exercent sur l’individu change aussi.
S’il est vrai que l’écart entre les attentes professionnelles et la réalité quotidienne de l’emploi est toujours source d’épuisement professionnel, dans les années 2000 il ne s’agit plus des mêmes attentes ni de la même réalité. Le travail ne fait plus vivre les valeurs des années 1970. La réussite professionnelle n’est plus l’objet des mêmes représentations. La poursuite du statut social, l’argent, la simple nécessité de trouver un emploi et de le garder, tous les motifs plus centrés sur soi, sont devenus des priorités. À titre d’exemple, Donna McNeese Smith et John Crook trouvent que des jeunes infirmières américaines valorisent davantage l’aspect économique que leurs aînées. Dans la même veine, des jeunes médecins français commencent davantage leur carrière avec des valeurs tournées vers leur vie privée, comparativement à leurs collèges plus anciens qui commencent leurs vies professionnelles avec des valeurs d’engagement social.
L’environnement du travail s’est lui-même considérablement modifié. En quelques dizaines d’années, l’influence de facteurs économiques, socioculturels, politiques et technologiques, a redessiné le cadre de vie et les conditions de travail,. Les spécialistes s’accordent à dire que le syndrome d’épuisement professionnel évolue selon 4 phases :
1. la phase d’alarme : le stress persistant cause l’apparition de réactions caractéristiques indiquant la présence de stresseurs ;
2. la phase de résistance : les stresseurs persistent malgré la disparition physique des réactions caractéristiques de la phase d’alarme, le métabolisme s’adapte à la situation et le corps devient plus résistant ;
3. la phase de rupture : l’exposition continue aux stresseurs crée une rupture entraînant la réapparition des réactions caractéristiques de la phase d’alarme tout en les rendant irréversibles sans traitement approprié ;
4. la phase d’épuisement : les défenses psychologiques du patient sont déréglées, il se rend donc émotionnellement invalide et vit dans une perpétuelle angoisse.

#### Trois formes d'épuisement professionnel ou davantage
D’après Christine Färber dans une publication de 2000, les individus ne sont plus atteints par la forme traditionnelle du syndrome d’épuisement professionnel, celle dans laquelle la poursuite utopique de buts élevés socialement significatifs se heurtait à la résistance d’un environnement de travail qui anéantit les espoirs professionnels : « le syndrome d’épuisement professionnel qui prévaut aujourd’hui est marqué par le fait que les individus ont une multitude d’obligations, des pressions externes croissantes, des exigences grandissantes de la part des autres, une limitation des possibilités de s’engager et des salaires qui ne compensent que partiellement les efforts fournis. ».
Il existerait donc trois espèces d’épuisement professionnel :
1. le burnout-épuisement dans lequel l’individu, soit abandonne, soit fait parfaitement son travail, mais se trouve confronté à trop de stress et à trop peu de gratifications[123] ;
2. le burnout classique ou frénétique dans lequel l’individu travaille de plus en plus dur, jusqu’à l’épuisement, à la poursuite de gratifications ou d’accomplissement pour compenser l’étendue du stress ressenti[124] ;
3. le burnout néfaste contraste lui avec les deux précédents. Il apparaît non pas à cause de tensions excessives, mais à cause de conditions de travail monotones et peu stimulantes[125].

C’est donc une erreur de considérer le syndrome d’épuisement professionnel sous une seule forme. Les recherches sur les liens entre justice perçue et syndrome d’épuisement professionnel apportent indirectement appui à cette hypothèse. Par exemple, le fait de trouver des degrés élevés de burnout à la fois chez les médecins qui jugent trop fort leur investissement auprès des patients et chez des médecins qui le jugent trop faible corrobore bien l’idée que le syndrome d’épuisement professionnel est multiforme,. Il est difficilement concevable que les surinvestisseurs et les sous-investisseurs ressentent le même type d’épuisement professionnel. C’est un enjeu des travaux actuels que d’identifier les états et processus qui contribuent aux diverses formes du syndrome d’épuisement professionnel.
Selon l’Institut national de recherche et de sécurité, un tiers des travailleurs européens se plaignent de problèmes de santé liés à un travail stressant. D'après l’Organisation mondiale de la santé, les trois pays où les dépressions liées au travail étaient les plus nombreuses en 2010 sont :
1. les États-Unis,
2. l’Ukraine,
3. la France.

Ce phénomène a d’abord été repéré dans des professions d’aide, de soins ou de formation. Une étude réalisée en France estime en effet que le coût direct et indirect du stress peut être évalué entre 830 000 000 € et 1 656 000 000 € par an, ce qui équivaut à 10 à 20 % du budget de la branche accidents du travail / maladies professionnelles de la Sécurité sociale.

### Pathologie de civilisation
Le burn-out peut être regardé comme une pathologie de civilisation, c'est-à-dire un trouble miroir qui reflète certains aspects sombres de l'organisation sociale contemporaine, notamment le culte de la performance et de l'urgence, la concurrence exacerbée ou encore la généralisation des méthodes d'évaluation,. Dans Global burn-out, le philosophe Pascal Chabot analyse la manière dont le technocapitalisme et son désir de « progrès utile » peut avoir un impact nocif sur les psychismes humains, et propose de développer plutôt un progrès « subtil ». De manière similaire, dans The Burnout Society, le philosophe Byung-Chul Han explique les phénomènes de dépression et de burnout comme découlant d'une pression constante, fruit du capitalisme, que les individus exercent sur eux-mêmes, afin d'être toujours plus performants.
Malgré son succès médiatique et sa popularité auprès du grand public, le syndrome d'épuisement professionnel n'est pas reconnu comme un trouble à part entière dans les classifications nosologiques internationales de référence comme la CIM-10 ou le DSM-5. Il n'existe pas à l'heure actuelle de critères communément acceptés au sein du monde médical pour le diagnostiquer.
Un nombre grandissant d'études suggère que le burnout ne serait ni plus ni moins qu'un syndrome dépressif secondaire à un stress professionnel chronique,,.

## Causes

Schéma 2 :
Causes d’épuisement professionnel d’après le modèle de recherche de Carol Cordes et Thomas Dougherty.

Les variables génératrices du syndrome d’épuisement professionnel se situent schématiquement à trois niveaux : organisationnel, interindividuel et intraindividuel. Il est à noter que le rôle des technologies de l'information et de la communication (TIC) est de plus en plus discuté par les sociologues[réf. souhaitée]. En effet, leur évolution pourrait contribuer au mélange des plages de travail et de repos (phénomène de weisure = work + leisure), conduisant ainsi à un enchaînement ininterrompu des causes sous-citées. Bien que les pionniers de la recherche sur le burnout aient postulé que la cause principale du burnout était le stress professionnel, la méta-analyse la plus sophistiquée à ce jour indique que le burnout est en fait faiblement prédit par le stress professionnel.

### Organisationnelles
Au niveau organisationnel, on étudie l’influence du contenu de l’activité et celle du contexte dans lequel elle se déroule.
La surcharge de travail, le rythme des tâches à effectuer, la pression du temps, les horaires longs, imprévisibles, un travail monotone, peu stimulant, avec des procédures standardisées, sont des exemples de variables reflétant le contenu de l’activité. Un des processus majeurs qui sous-tendent leur lien avec le syndrome d’épuisement professionnel est l’impossibilité de contrôler son activité. Mais les chercheurs se sont sans doute plus intéressés au contexte du travail. Des rôles mal définis, contradictoires, l’isolement et le manque de soutien social, le conflit entre vie familiale et vie professionnelle, l’insécurité, sont corrélés avec une ou plusieurs dimensions du syndrome d’épuisement professionnel. Les formes et les menaces nouvelles du travail sont de plus en plus prises en compte. Cependant, les variables étudiées se situent plus à un niveau micro-organisationnel ou microsocial, au détriment des analyses macro-organisationnelles ou macrosociales, qui prennent en compte la structure de l’institution, l’organisation hiérarchique, le style de management, etc. Cette orientation s’explique de deux façons. D’abord, les travaux sont dominés par des théories locales, qui cherchent à expliquer un nombre restreint de phénomènes avec un nombre limité de variables, plus faciles à opérationnaliser et à étudier. Ensuite, les entreprises montrent peu d’empressement à laisser le chercheur s’interroger sur l’influence du mode de management sur la santé des employés. Certaines entreprises prônent même la gestion des ressources humaines par le stress.
Selon le rapport d'information sur le burn-out de l'assemblée nationale page 18, la cause principale d'un burn-out est l'organisation du travail. Quelle que soit la fragilité supposée de la victime de burn-out, Il n'y a pas de burn-out sans une organisation de travail générant du stress d'origine professionnelle. Un burn-out apparaît chez les personnes n'ayant eu auparavant aucun trouble mental et souvent à partir d'une position de force. Le docteur Patrick Mesters, directeur de l’Institut de recherche sur le burnout confirme cette analyse Jean-Frédéric Poisson ancien rapporteur de la mission d’information sur les risques psychosociaux à l’Assemblée nationale a dit (propos rapportés par le cabinet technologia) : « Entre le constat d’une dépression et le constat d’un épuisement professionnel il y a un monde! Le burn-out n’est pas lié à un tempérament prédisposé, c’est le résultat d’une certaine organisation du travail ».
Selon un médecin spécialiste du stress au travail interviewé dans l'émission "1000 et une vies" à 41:30 dans la vidéo, des études scientifiques montrent que seulement 30 à 35 % des causes du burn-out viennent de soi, 60 à 65 % viennent de l'organisation du travail (surcharge, environnement…). Cela ne veut pas dire qu'ils sont responsables de leur burn-out.

### Interindividuelle
À ce niveau, c’est principalement l’effet de relations déséquilibrées, injustes, des conflits, mais aussi du soutien social ou de son absence qui est étudié. Étant donné le nombre élevé des emplois de services où les relations avec autrui sont capitales, ces variables sont importantes. La théorie de l’équité, celles du support social et de l’affiliation fournissent à ce niveau des grilles de lecture pertinentes.

### Intra-individuelles
Les chercheurs déploient beaucoup d’efforts pour identifier la part des variables de personnalité, ce qui tend à particulariser le syndrome d’épuisement professionnel et risque d’en faire un problème à particulariser et à traiter individuellement, en rejetant ses causes organisationnelles et sa dimension sociale et collective. Ceci s’explique en partie par l’influence qu’exerce actuellement le modèle transactionnel de Lazarus et Folkman. D’après ce modèle, les caractéristiques individuelles jouent un rôle essentiel dans l’émergence de la réaction de stress. L’évaluation d’un stresseur (comme une tâche supplémentaire à réaliser, des horaires de travail qui changent, une organisation de travail différente, etc.) varie d’un individu à l’autre. Certains peuvent y voir un défi permettant d’exercer leurs compétences, d’autres ne retiennent que la menace. En outre, les caractéristiques individuelles agissent sur les capacités de faire face à ces exigences, sur les ressources que l’individu cherche à mobiliser. Certains se sentent plus aptes que d’autres à contrôler la situation, à mobiliser le soutien de leurs collègues et à utiliser ce support efficacement. La recherche suggère que le névrosisme, l'un des cinq grands traits de personnalité reconnus en psychologie, prédit davantage le burnout que le stress au travail ou le soutien social au travail,,.
Au niveau individuel, on s’intéresse aussi à la sphère attitudinale, notamment aux attentes des individus, ou à l’écart entre attentes et réalité de travail. Les variables sociodémographiques sont également prises en compte, lorsqu’on étudie les différences entre hommes et femmes, l’influence de l’âge, du sexe ou du statut matrimonial. Il va sans dire que, quel que soit le niveau d’analyse, on recherche les facteurs qui déclenchent le processus de burnout, mais aussi ceux qui freinent sa progression. Les ressources disponibles ralentissent l’évolution du processus.

## Manifestations et conséquences
Wilmar Schaufeli et Dirk Enzmann dressent la liste des symptômes du syndrome d’épuisement professionnel. Ils en dénombrent cent-trente-deux, mais préviennent qu’en réalité, « la plupart de ces symptômes proviennent d’observations cliniques incontrôlées ou d’interviews analysées de façon impressionniste et non-spécifiée plutôt que d’études quantitatives conçues rigoureusement et conduites précisément. » Autrement dit, nombre de ces symptômes ont été repérés quand ont démarré les premières recherches. La liste des symptômes mis à jour par des études empiriques solides est allongée du fait de l’existence de plusieurs formes d’épuisement professionnel, chacune pouvant s’exprimer à travers des manifestations spécifiques. De plus, le syndrome d’épuisement professionnel étant un processus, il est susceptible de s’exprimer différemment au cours de son développement chez le même individu, selon sa phase d’évolution. Il n’est pas toujours aisé de séparer clairement les symptômes et les conséquences du syndrome d’épuisement professionnel. De même, une récente étude menée par Moodwork et le lab'RH souligne un phénomène de déni chez les individus victime du syndrome d'épuisement professionnel, renforçant la difficulté d'établir un diagnostic.
Certains auteurs emploient l’expression « symptômes du burnout » pour faire référence aux trois dimensions du MBI : l’épuisement émotionnel, la dépersonnalisation et l’accomplissement personnel réduit,,. Mais Arie Shirom considère que l’accomplissement personnel est une conséquence du syndrome d’épuisement professionnel. Pour Wilmar Schaufeli par contre, « faire une distinction entre symptômes et conséquences du burnout revient à dresser une ligne arbitraire ».
La classification de Carol Cordes et Thomas Dougherty distingue cinq catégories :
1. Physique
2. Émotionnelle
3. Interpersonnelle
4. Attitudinale
5. Comportementale

Elles s’observent au niveau de l’individu, des interactions sociales et de l’organisation du travail.

### Physiques et émotionnelles
Les atteintes psychologiques et physiques montrent à quel point le syndrome d’épuisement professionnel peut être destructeur. Le sentiment de fatigue, d’épuisement, de sensation d’être « vidé », est le symptôme le plus typique,. Les individus atteints d’un degré élevé d’épuisement professionnel ont davantage de troubles du sommeil et une plus grande fatigue au réveil. La fatigue liée au syndrome d’épuisement professionnel n’est pas celle que l’on éprouve temporairement et qui disparaît après une période de repos. Il s’agit d’une fatigue chronique.
Le syndrome d’épuisement professionnel se manifeste aussi par des troubles somatiques. Une étude longitudinale menée par Jacob Wolpin auprès de deux cent quarante-cinq enseignants canadiens montre que l’apparition des symptômes somatiques ne peut être prédite qu’un an après l’apparition du syndrome lui-même. Arie Shirom trouve des résultats semblables auprès d’enseignants israéliens.
Le syndrome d’épuisement professionnel est associé à des douleurs ou plaintes symptomatiques tels que :
- maux de ventre,
- douleurs musculo-squelettiques, en particulier le mal de dos,
- désordres psychosomatiques tels qu’ulcères et troubles gastro-intestinaux dans certains cas[178],
- manifestations classiques du stress associées à des manifestations de transpiration ou d’angoisse, etc.,
- réduction des défenses immunitaires[179],[180],
- suivis de rhume prolongé[181],[182].

Des patients atteints d’épuisement professionnel ont, par rapport à un groupe contrôle, un rythme cardiaque plus élevé au repos. Des études longitudinales signalent, chez ceux qui ont un syndrome d’épuisement professionnel aigu, une élévation du niveau de cholestérol, de triglycéride, de l’acide urique et des anomalies de l’électrocardiogramme. Le syndrome d’épuisement professionnel est associé à des taux de cortisol plus élevé durant la journée de travail. Il provoque aussi des inflammations conduisant à l’athérome. Il peut conduire également au diabète de type 2. Ces modifications biochimiques exposent à des risques cardio-vasculaires.

### Attitudinales et comportementales

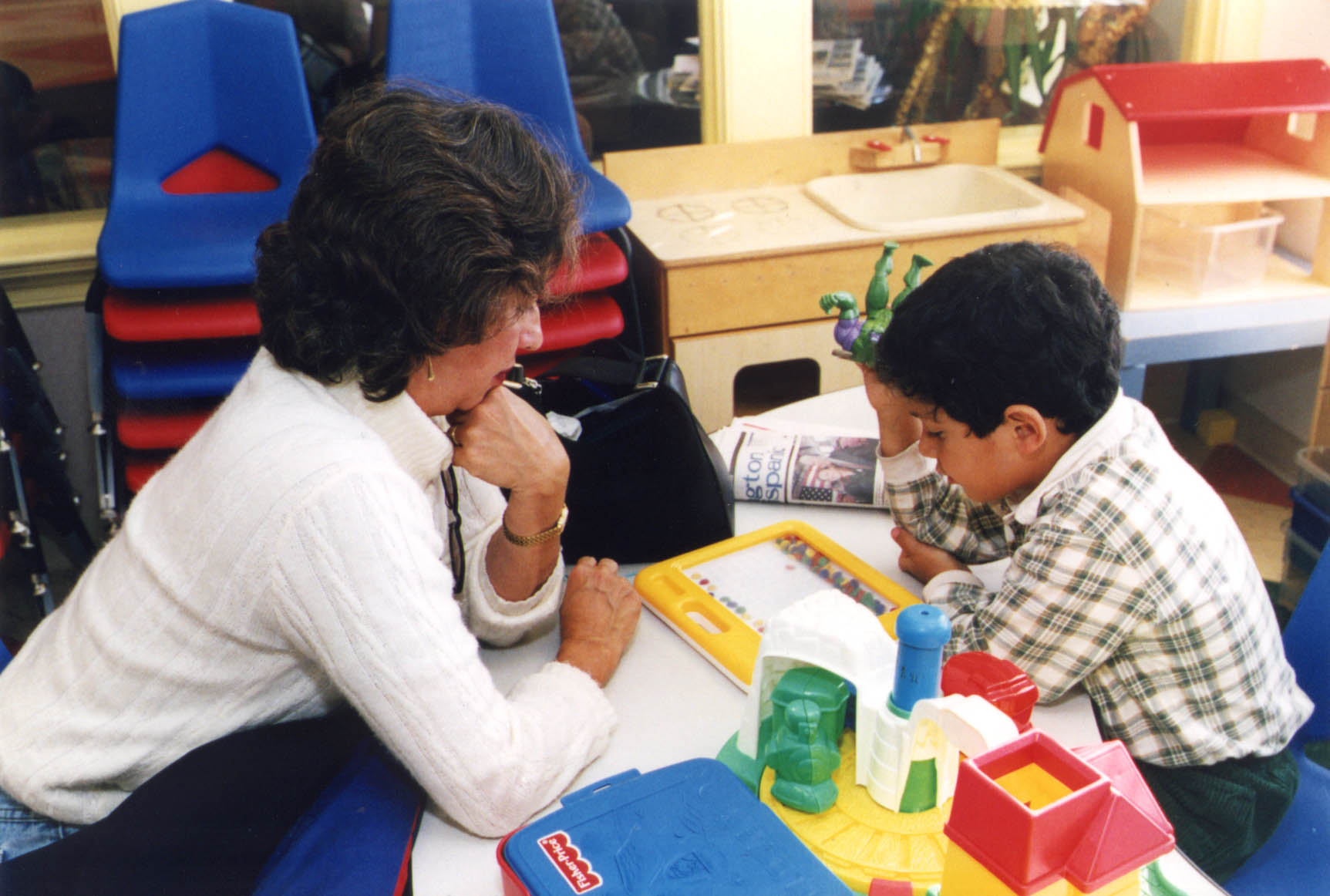
L'enseignement est une profession touchée par le syndrome d'épuisement professionnel.

Les manifestations comportementales du syndrome d’épuisement professionnel sont variées. On les observe tant au niveau de l’individu, de ses relations, que de l’environnement de travail.

#### Au niveau de l’individu
Si le syndrome d’épuisement professionnel s’accompagne, dans sa phase préliminaire, d’une période de grande activité, avec éventuellement des pratiques sportives, il est associé à une mauvaise hygiène de vie,,. Dans une recherche menée auprès de médecins français, Susan Jackson a découvert un lien significatif entre l’épuisement émotionnel et la consommation d’alcool. La même association est observée auprès de groupes professionnels variés, comme des dentistes, des employés de services sociaux ou des opérateurs de transit urbain.
Plus généralement, on trouve une diminution des ressources psychologiques :
- chute de l’estime de soi ;
- état de tristesse ;
- désespoir ;
- anxiété[197].

Blake Ashforth montre auprès de managers d’un service social que l’épuisement émotionnel et la dépersonnalisation sont suivis d’un sentiment d’impuissance. Des troubles cognitifs font également partie de ces manifestations.

#### Au niveau de la vie privée
Les effets du syndrome d’épuisement professionnel débordent sur la vie privée. Contredisant l’idée que travail et vie privée sont des sphères séparées et autonomes, ce syndrome a des répercussions sur la sphère familiale et plus généralement sociale. Dans ses premiers comptes-rendus d’observation, Christina Maslach note que le syndrome d’épuisement professionnel engendre des divorces. Au sein du couple, l’épuisement professionnel du mari, provoqué par des menaces de restructuration et de réduction d’effectifs, a un effet direct sur les tensions avec son épouse et accroît les comportements et attitudes négatives envers elle. Dans une étude menée auprès de cent quarante-deux couples, Ayala Pines et Christina Maslach trouvent que non seulement ceux atteints d’épuisement professionnel tendent à s’isoler de leurs amis, mais leur conjoint indique qu’ils ou elles se comportent avec leurs enfants de façon « professionnelle ».
À l'inverse, la psychiatre Aurélia Schneider analyse dans son essai le poids de la charge mentale ménagère chez les femmes et les hommes, et son impact sur le syndrome d'épuisement professionnel ou burn-out.
Lors d’une étude poussée sur mille huit cent cinquante cas de syndrome d’épuisement professionnel avérés, Yeor Etzion révèle un taux « anormalement inquiétant » de suicide chez les personnes atteintes de ce syndrome.

#### Au niveau du travail
Le syndrome d’épuisement professionnel contribue à augmenter l’insatisfaction au travail et à diminuer l’engagement,. Des études longitudinales révèlent que les personnes atteintes d’épuisement professionnel sont moins impliquées et ont davantage l’intention de quitter leurs emplois que les autres,. Chez des enseignants suivis plusieurs mois, l’épuisement émotionnel mesuré par le MBI prédit non seulement les intentions de quitter le travail, mais aussi le fait de le quitter effectivement.
Le syndrome d’épuisement professionnel contribue à la détérioration des relations entre collègues, mais aussi avec les clients, élèves et patients. Les médecins à l’épuisement professionnel élevé répondent moins aux questions des patients, les négligent davantage (ils ne discutent pas des différentes options de traitement par exemple), et commettent des erreurs qu’on ne peut attribuer à leurs manques de connaissances ou d’expérience.
Prendre une décision s’avère coûteux pour l’individu épuisé émotionnellement. La dépersonnalisation ou le cynisme conduisent à prendre des décisions plus impersonnelles, voire stigmatisantes. Jacques Languirand a mené des recherches afin de tester explicitement l’impact du syndrome d’épuisement professionnel sur les prises de décisions. Les hypothèses ont été testées à partir de situations simulées où les participants devaient réagir à un cas fictif de client ou de patient. Minirth montre que des travailleurs sociaux d’un service de protection de l’enfance, face au cas d’un enfant en danger, prennent des décisions plus rapidement, et y restent fermement attachés s’ils ressentent de l’épuisement professionnel. Il montre également que des médecins généralistes qui ont un degré élevé d’épuisement émotionnel prennent, vis-à-vis d’une patiente, des décisions moins coûteuses en temps, en énergie et en investissements futurs. Ce phénomène est d’autant plus accentué que cette patiente est non compliante, ainsi « Le burnout définit une véritable pathologie sociale et nous avertit des dangers qui guettent le monde du travail ».

## Reconnaissance

### Par l'OMS
Le syndrome d’épuisement professionnel est reconnu par la classification internationale des maladies de l'OMS, depuis sa onzième révision en mai 2019,, portant sur la classification internationale des maladies et des problèmes de santé connexes. Cette reconnaissance entrera en vigueur le 1er janvier 2022
Au sens de l'OMS, le burn-out il est défini comme « un syndrome (…) résultant d’un stress chronique au travail qui n’a pas été géré avec succès » et qui se caractérise par trois éléments « un sentiment d’épuisement », « du cynisme ou des sentiments négatifs liés à son travail » et « une efficacité professionnelle réduite ». Il est spécifiquement inscrit dans un contexte professionnel, dans le monde du travail, et ne peut être utilisé pour d'autres propos. Le burnout peut survenir après un harcèlement de la hiérarchie, ou encore une surcharge de travail.
Auparavant, le burnout bénéficiait uniquement d'une présomption de maladie professionnelle au sens du code de la sécurité sociale, bien qu'en pratique il soit déjà reconnu par la justice et la sécurité sociale. Avec cette nouvelle classification, le burn-out n’est toujours pas classé parmi les maladies, mais fait partie du chapitre « Facteurs influant sur l’état de santé ou sur les motifs de recours aux services de santé ».

### En France

#### Reconnaissance de la problématique du stress et du burn-out au travail par la négociation des syndicats
Sous l’influence de l’Union européenne, la négociation collective a intégré les troubles liés à la qualité de vie au travail, et notamment la problématique de l'épuisement professionnel dans ces accords. À titre d’exemple l’accord national interprofessionnel (ANI) sur le stress du 2 juillet 2008 (transposition de l'accord européen du 8 octobre 2004 étendu par arrêté ministériel le 23 avril 2009) ; l’accord du 2 juillet 2008 porte sur la prévention du stress au travail, il est un premier pas vers la reconnaissance du stress dans le milieu professionnel lié à l’environnement du travail.
Nouvelle évolution avec l'ANI sur le harcèlement et la violence au travail du 26 mars 2010 (transposition de l'accord européen du 26 avril 2007 étendu par arrêté ministériel le 23 juillet 2010 sur le stress au travail).
L'ANI du 19 juin 2013 intitulé : « Vers une politique d’amélioration de la qualité de vie au travail et de l’égalité professionnelle » vise une meilleure prise en compte de l’influence de l’environnement de travail sur les maladies psychiques.
En France, à la suite d'un groupe de projet dédié, la H.A.S., Haute Autorité de Santé, publie en mars 2027 une proposition de définition officielle du syndrome d'épuisement professionnel, accompagné d'un repérage, d'une prise en charge et d'un accompagnement des patients.

#### Un premier pas avec la Cour de Cassation
Le syndrome d’épuisement professionnel à dans un premier temps été reconnu au travers d’autres pathologies comme la dépression ou l’anxiété. En 2013, la Cour de cassation a reconnu le burn out comme un nouveau risque psychosocial résultant d’une situation de surcharge de travail, « susceptible de caractériser un lien entre la maladie et un manquement de l’employeur à son obligation de sécurité ».

#### Une reconnaissance législative de l’épuisement professionnel
En juillet 2015, c'est par la loi Rebsamen (loi no 2015-994 du 17 août 2015 relative au dialogue social et à l'emploi), que l'Assemblée nationale française décide que le syndrome d'épuisement professionnel ne peut être reconnu comme maladie professionnelle. Cette décision s'appuie notamment sur le fait que le burnout est problématiquement proche de la dépression (sous ses formes cliniques et subcliniques), comme le montre un nombre grandissant d'études françaises, nord-américaines, et scandinaves. Il est important de noter à ce sujet que le burnout a été introduit dans la littérature scientifique en l'absence d'une revue de la littérature consacrée aux troubles liés au stress et en l'absence d'observations cliniques systématiques.
La reconnaissance de maladie professionnelle reste possible au terme de l’article L.461-1 du Code de la Sécurité sociale via une procédure spécifique mise en place par la loi du 17 août 2015. Cette loi a pour objectif dans son article 27 d’améliorer la reconnaissance des pathologies psychiques comme maladies professionnelles. Les troubles psychiques ne sont pas reconnus dans un des tableaux de la sécurité sociale. Pour qu’il y ait une reconnaissance de la pathologie comme maladie professionnelle, il faut que la pathologie soit essentiellement et directement causée par le travail habituel de la victime. Que la pathologie entraîne le décès de celle-ci ou une incapacité permanente de 25 % minimum (article L4611 al 4 et 5). À titre indicatif, la perte d’une main équivaut à un taux de 20 %.
En 2016, Benoît Hamon, ancien Ministre de l'éducation nationale et député de la 11e circonscription des Yvelines, a déposé une proposition de loi à l'Assemblée nationale française pour faciliter la reconnaissance des cas de burnout en France.
En février 2018, le groupe La France Insoumise à l'assemblée nationale française dépose à nouveau une proposition de loi visant à reconnaître le syndrome d'épuisement professionnel comme maladie professionnelle, laquelle est rejetée par principe par la majorité de La République en marche,.

### Procédure de reconnaissance de maladie professionnelle
Au terme de l’article L. 461-1 aliéna 4 du code de la sécurité sociale , il est possible de faire reconnaître l’état d’épuisement comme étant d’origine professionnelle. Pour cela une procédure de reconnaissance est nécessaire. En effet, les maladies psychiques ne sont pas répertoriées dans un tableau de maladies professionnelles, en conséquence il n’y a pas, à l’inverse des accidents de travail, de présomption d’origine professionnelle. La victime d’un épuisement professionnel doit remplir deux conditions pour faire reconnaître son état psychique comme une maladie professionnelle.
Premièrement, sa pathologie doit être reconnue comme essentiellement et directement causée par le travail habituellement exercé. Deuxièmement, la gravité de la pathologie doit avoir entraîné une incapacité permanente partielle au moins égale à 25 %. La première de ces deux conditions fait reposer la charge de la preuve sur la victime, elle doit prouver elle-même le lien direct avec son activité professionnelle. La seconde condition quant à elle dépend de la Caisse primaire d'assurance maladie, la détermination du taux d’incapacité relève exclusivement de sa compétence sur avis conforme du médecin-conseil .
Par ailleurs, l’engagement de la procédure de reconnaissance est à l’initiative du salarié. C’est à lui de procéder à la reconnaissance de son état d’épuisement professionnel comme maladie professionnelle auprès de la CPAM. La première étape reste la prise de rendez-vous auprès de son médecin traitant afin d’avoir un avis médical. Si la pathologie est reconnue il établira un certificat médical initial précisant la nature de la maladie et la date de première constatation.
La victime a ensuite quinze jours pour engager la procédure de reconnaissance auprès de la CPAM. Le délai de prescription, délai au-delà duquel toute demande de reconnaissance sera systématiquement rejetée, est de deux ans. Ce délai commence à compter de la date à laquelle la victime est informée, par un certificat médical, du lien possible entre la maladie et l’activité professionnelle. En cas de décès, les ayants droit peuvent également procéder à la déclaration.
Pour cela, il doit adresser une déclaration de maladie professionnelle au moyen d’un formulaire spécifique : Cerfa no 60-3950 « Déclaration de maladie professionnelle ou demande de reconnaissance de maladie professionnelle ». Il doit joindre à cette déclaration le certificat médical initial attestant de sa pathologie ; un second certificat permettant de constater la guérison ou la consolidation de ses symptômes. Lors de la déclaration il est impératif de joindre également une attestation de salaire (il est d’usage que ce soit l’employeur qui le fasse ultérieurement).
À réception, la CPAM ouvre une enquête administrative et médicale et informe l’employeur, le médecin du travail et l'inspecteur du travail. La CPAM transmet la demande de la victime au Comité Régional de Reconnaissance des Maladies Professionnelles (CRRMP). La demande de reconnaissance sera examinée afin d’attester de l’origine professionnelle de la pathologie. En effet, le lien direct et essentiel est analysé par le CRRMP, son avis s’impose à la caisse primaire d’assurance maladie. Ce comité est composé du médecin-conseil régional de l’assurance maladie, du médecin-inspecteur régional du travail (ou le médecin inspecteur qu’il désigne) et d’un praticien qualifié. Le Comité régional entend l’ingénieur-conseil en chef du service de prévention de la Caisse d’assurance retraite et de santé au travail (CARSAT) de l’entreprise concernée et peut entendre, sur leur demande, l’employeur et la victime. Ces derniers peuvent aussi émettre des avis écrits. Le Comité régional rend un avis motivé qui s’impose à la CPAM. Celle-ci doit le notifier immédiatement à la victime et à l’employeur.
La procédure d'instruction des maladies professionnelles (et des accidents du travail) a été réformée par le décret no 2019-356 du 23 avril 2019 (Article R. 461-9 Code sécurité sociale). Cette réforme est applicable aux accidents du travail et aux maladies professionnelles déclarés à compter du 1er décembre 2019. La caisse dispose désormais d'un délai de cent vingt jours francs (trois mois auparavant) pour statuer sur le caractère professionnel de la maladie ou saisir le Comité régional de reconnaissance des maladies professionnelles. Elle avertit de sa décision par lettre recommandée avec avis de réception le travailleur et l’employeur. Sans réponse de la caisse dans les délais prévus, le caractère professionnel de la maladie est alors automatiquement retenu. À l'issue de ses investigations, la caisse doit mettre le dossier à disposition de la victime (ou de ses représentants) ainsi qu'à celle de l'employeur auquel la décision est susceptible de faire grief. Les parties disposent d'un délai de dix jours francs pour le consulter et faire connaître leurs observations, qui sont annexées au dossier. À l'issue de ce délai, les parties peuvent toujours consulter le dossier mais ne peuvent plus formuler d'observations. Cette décision peut être contestée par la voie du contentieux général dans un délai de deux mois après réception de la notification.
L’épuisement professionnel peut également être déclaré en tant qu’accident du travail à partir du moment où ses conditions de réalisation sont remplies. En effet, si l’état psychique est survenu par le fait ou à l’occasion du travail à la suite d’un évènement daté et soudain (ex. : l’instabilité psychique apparaît à la suite d’un entretien annuel ou d’une réunion conflictuelle), alors il s’agit d’un accident du travail. Dans ce cas, c’est à l’employeur de procéder à la déclaration et c’est à lui que revient la charge de la preuve puisqu’en matière d’accident du travail il existe une présomption d’origine professionnelle.

## Les résolutions judiciaires

### La résiliation judiciaire et la prise d’acte
Lorsqu’un salarié souffre d’épuisement professionnel, il est possible d’engager la responsabilité de l’employeur sur le fondement du manquement à son obligation de sécurité (article L. 4121-1 du Code du travail). Cet article dispose que :
« L'employeur prend les mesures nécessaires pour assurer la sécurité et protéger la santé physique et mentale des travailleurs.
Ces mesures comprennent :
1° Des actions de prévention des risques professionnels, y compris ceux mentionnés à l'article L. 4161-1 ;
2° Des actions d'information et de formation ;
3° La mise en place d'une organisation et de moyens adaptés.
L'employeur veille à l'adaptation de ces mesures pour tenir compte du changement des circonstances et tendre à l'amélioration des situations existantes."
Sur ce fondement, le salarié peut demander une résiliation judiciaire ou une prise d’acte de son contrat de travail.

#### Sur la résiliation judiciaire

##### Définition de la résiliation judiciaire
Cette procédure peut être définie comme l’action par laquelle le salarié va demander au Conseil de prud’hommes de prononcer la rupture de son contrat de travail. Rupture demandée aux torts de l’employeur lorsque ce dernier manque gravement à ses obligations contractuelles. Ce ou ces manquements doivent avoir pour conséquence d’empêcher la poursuite de la relation de travail.

##### Procédure de la résiliation judiciaire
C’est au salarié de demander la résiliation judiciaire du contrat de travail. Pour cela, il doit saisir le Conseil de prud’hommes.
Durant le déroulement de la procédure judiciaire, le salarié continue de travailler dans les mêmes conditions de travail. Néanmoins, il est possible que le contrat soit rompu. Par exemple, si le salarié démissionne .

##### Effets de la résiliation judiciaire
Si le Conseil de prud’hommes prononce la résiliation judiciaire, la résiliation du contrat de travail prendra en principe effet à la date du jugement. Il est également possible que la résiliation prenne effet à la date à laquelle le contrat a été rompu (si le salarié a été licencié durant la procédure).
La résiliation prononcée, diverses indemnités devront être versées au salarié (ex: indemnité de licenciement, indemnité compensatrice de congés payés, indemnités compensatrices de préavis et indemnité pour licenciement sans cause réelle et sérieuse).
Cependant, si le Conseil de prud’hommes rejette la résiliation judiciaire, le contrat de travail va se poursuivre normalement. L’employeur ne devra verser aucune indemnité au salarié.
Dans la situation où l’employeur a licencié le travailleur durant la procédure de résiliation, le juge devra se prononcer sur la validité du licenciement opéré durant cette procédure de résiliation.

#### Sur laprise d’acte

##### Définition de la prise d’acte
« La prise d'acte de la rupture du contrat de travail constitue un mode de rupture du contrat prise par décision de justice. Le salarié saisit le juge afin que ce dernier statut sur les reproches qu'il impute à son employeur (manquements suffisamment graves pour empêcher la poursuite du contrat de travail) ».

##### Procédure de la prise d’acte
Le Code du travail n’impose aucun formalisme particulier au travailleur. Cependant, le travailleur doit tout de même prévenir son employeur via courrier afin de justifier la prise d’acte. Dans un souci de charge de la preuve, il est conseillé d’envoyer ce courrier sous forme de lettre recommandée avec accusé de réception.

##### Effets de la prise d’acte
Le salarié mettant en œuvre la procédure de la prise d’acte aura pour principal effet d’entraîner la cessation immédiate de son contrat de travail. La cessation étant immédiate, le salarié ne sera pas dans l’obligation d’effectuer un préavis. Cette prise d’acte a l’effet d’un licenciement sans cause réelle et sérieuse. Cependant, si les faits invoqués par le travailleur ne sont pas suffisants pour justifier cette prise d’acte, les effets seront ceux d’une démission.

##### Jurisprudence
Il a déjà été reconnu que l’épuisement professionnel d’un salarié puisse justifier la rupture du contrat de travail, aux seuls torts de l’employeur. En conséquence, la prise d’acte a eu les effets d’un licenciement sans cause réelle et sérieuse.

### Reclassement et épuisement professionnel
Lorsqu'un salarié en situation d'épuisement professionnel est reconnu inapte par le médecin du travail, et que ce dernier indique une impossibilité de reclassement, le salarié peut faire l'objet d'une mesure de licenciement pour inaptitude professionnelle.
Néanmoins, si cette inaptitude professionnelle résulte du manquement de l'employeur à son obligation de sécurité , alors, le licenciement sera sans cause réelle et sérieuse.
Ainsi, lorsqu’un salarié reconnu inapte en raison de son épuisement professionnel ne peut pas être reclassé, il peut faire l’objet d’une mesure de licenciement au motif de son inaptitude professionnelle. Cependant, il est reconnu que si cette inaptitude découle du manquement de l’employeur à son obligation de sécurité : le licenciement est sans cause réelle et sérieuse.
De plus, " si le licenciement d’un salarié pour inaptitude est dû à un harcèlement moral, celui-ci pourra obtenir sa nullité (Cass. soc., 12 mai 2010, no 09-40.910 ; Cass. soc., 17 oct. 2012, no 11-22.553), (…) s’il s’avère que l’employeur a, dans le cadre de cette inaptitude, manqué à son obligation de sécurité de résultat et à son obligation de prévention des actes de harcèlement moral, alors le salarié pourra prétendre à des dommages et intérêts (Cass. soc., 17 oct. 2012, no 11-18.884)".

### Rôle de l’employeur et démarche amiable
En dehors des démarches judiciaires, le salarié peut alerter et dénoncer sa situation auprès de sa hiérarchie. Si l’entreprise est dotée d’institutions représentatives du personnel, le salarié peut également se rapprocher du Comité social et économique(CSE) afin d’obtenir des informations. Il est aussi possible de faire une demande de visite auprès de la médecine du travail. Enfin, le travailleur peut également se tourner vers l’inspection du travail afin d’obtenir des informations claires et précises sur ses droits.
L’employeur devant répondre de son obligation de sécurité, notamment concernant la santé mentale des salariés de son entreprise, ce dernier a un rôle central dans la détection des signes d’épuisement professionnel. Également dans la cessation des situations conduisant à cet épuisement (ex : surcharge de travail, harcèlement au travail etc.).
Au titre de cette obligation de sécurité, prévu à l’article L.4121-3 du Code du travail, l’employeur doit analyser et évaluer « les risques pour la santé et la sécurité des travailleurs » existants dans l’entreprise, et mettre « en œuvre les actions de prévention garantissant un meilleur niveau de protection de la santé et de la sécurité des travailleurs ».
L’employeur peut notamment évaluer ces risques à l’aide du document unique d’évaluation des risques professionnelles (DUER). Ce document, obligatoire dans toutes les entreprises, permet de lister les différents risques qui peuvent nuire à la santé et à la sécurité des salariés, et vise à les supprimer, ou du moins les réduire. C’est donc un outil de l’employeur qui a un rôle préventif, et permet de remplir l’obligation de sécurité, et qui peut prendre en compte le burn-out comme risque afin de le prévenir.
D’autres moyens au sein des entreprises existent pour limiter le burn-out. Le burn-out, étant perçu comme un stress professionnel chronique, pourrait s’éviter en limitant la charge de travail d’un individu, en répartissant correctement les missions et en effectuant des contrôles réguliers de cette répartition. Également, dans le cadre du télétravail ou un contrôle de la charge et du temps de travail est plus compliqué, une limitation des accès au réseau de travail peut être une solution.
Il est aussi important de favoriser le dialogue dans l’entreprise, notamment afin de libérer la parole. En effet, être en burn-out est encore socialement mal perçu, et mal interprété par les salariés et les employeurs. Il apparaît alors important pour l’employeur de mettre en place des temps de dialogue (par le biais d’atelier ou de conférence), mais aussi des guides pratiques pour le management, afin de pouvoir parler, repérer, et apprendre aux équipes ce qu’est le burn-out et à le prendre en compte. Différents outils peuvent alors être utilisés, dont l’entretien d’évaluation annuel mis en place par l’employeur qui participe au repérage des risques, ou la mise en place de formations obligatoires intégrant la gestion de la charge de travail.

## Dans la culture

### Littérature
- Les Visages écrasés (2011), roman noir de Marin Ledun

### Cinéma
Le burnout est le sujet de plusieurs films.
Le documentaire Harcèlements, de Bernard Cazedepats, date de 2002. Plusieurs longs métrages abordent également le thème : Ils ne mouraient pas tous, mais tous étaient frappés, de Marc-Antoine Roudil et Sophie Bruneau en 2005, Le Couperet, de Costa-Gavras (2005), L'Emploi du temps, de Laurent Cantet (2001) ou encore, dans une moindre mesure, Violence des échanges en milieu tempéré, de Jean-Marc Moutout en 2004.
Dans les années 2000 les documentaires sur le sujet se multiplient : J’ai (très) mal au travail : stress, harcèlement, violences de Jean-Michel Carré en 2007 ou Le salaire de la souffrance : harcèlement moral au travail réalisé par Marie-Christine Gambart en 2001, et Travailler à en mourir de Paul Moreira (2007).
L’Institut national de recherche et de sécurité (INRS) a réalisé des films de sensibilisation : Le stress au travail, c’est un problème de défaillance individuelle, Un peu de stress, ça ne peut pas faire de mal et Contre le stress on ne peut rien.
En 2021, le réalisateur Stéphane Brizé s'est inspiré de cadres en burn-out pour le film Un autre monde : il met en scène Vincent Lindon dans le rôle d'un manager en crise, victime d'injonctions contradictoires.
Lâcher prise est une série télévisée de comédie dramatique québécoise en 52 épisodes de 22 minutes créée par Isabelle Langlois et diffusée entre le 9 janvier 2017 et le 30 mars 2020 sur ICI Radio-Canada Télé. En France, elle est diffusée sur TV5 Monde et france.tv.

### Musique
Le titre Trampoline du groupe belge Alaska Gold Rush est illustré par un clip mettant en scène un burnout dans le milieu administratif. Le texte évoque une course sans fin vers la croissance et la productivité, ou les personnes sont peu à peu remplacées par des machines[réf. souhaitée].